# Marcus Aurelius Cotta
Marcus Aurelius Cotta was een Romeinse politicus en legeraanvoerder in de 1e eeuw v.Chr. Hij was een zoon van consul Lucius Aurelius Cotta en was een broer van Gaius Aurelius Cotta.

## Biografie
In 74 v. Chr. werd Aurelius Cotta samen met Lucius Licinius Lucullus consul van de Romeinse Republiek. Toen in dat jaar de Derde Mithridatische Oorlog uitbrak werd hij samen met Lucullus aangesteld om het gevaar in Asia af te wenden. Hij leed een nederlaag bij Chalcedon tegen Mithridates VI van Pontus. In 71 v. Chr. was hij als proconsul actief aan de Pontische kust. Daarbij wist hij de stad Heraclea Pontica te veroveren en te verwoesten.
Aurelius Cotta werd terug naar Rome geroepen, waar Volkstribuun Gaius Parpirius Carbo hem had aangeklaagd omdat hij oorlogsbuit zou hebben verduisterd. De rechtbank veroordeelde Cotta en hij werd uit de Romeinse senaat gegooid.